# Castiarina insularis
Castiarina insularis es una especie de escarabajo del género Castiarina, familia Buprestidae. Fue descrita científicamente por Blackburn en 1897.